# Nouvelles Éditions africaines
Les Nouvelles Éditions africaines sont une maison d'édition africaine qui a existé de 1972 à 1988.

## Histoire
C'est Léopold Sédar Senghor qui a créé en 1972 les Nouvelles Éditions africaines (NEA) dont le capital est réparti à parts égales entre les États du Sénégal, du Togo et de Côte d'Ivoire. Le siège est à Dakar, avec des bureaux à Abidjan et Lomé.
Les NEA se développent grâce à l'édition d'ouvrage d'enseignement, entre autres pour le gouvernement ivoirien. On trouve parmi les actionnaires Armand Colin, Nathan, Éditions du Seuil, et Présence africaine.
En 1988, Les Nouvelles Éditions africaines sont dissoutes. Les Nouvelles Éditions ivoiriennes (NEI) hériteront d'une partie du catalogue des NEA. Parallèlement sont créées les Nouvelles Éditions africaines du Sénégal (NEAS).

## Catalogue
En plus de l'activité d'édition des ouvrages scolaires, les NEA ont publié des romans, des ouvrages de littérature enfantine, des beaux livres, des essais, des encyclopédies, des bandes dessinées.

### Auteurs publiés
- Adame Ba Konaré : Sunjata, fondateur de l’empire du Mali
- Ken Bugul : Le Baobab fou
- Jeanne de Cavally : Papi Abidjan, Poué-Poué le petit cabri, Le Réveillon de Boubacar...
- Elikia M'Bokolo : Msiri, bâtisseur de l'ancien royaume du Katanga (Shaba)
- Jean-Baptiste Tati Loutard : Les Feux de la planète